# Petropawliwka (rejon wołnowaski)
Petropawliwka (ukr. Петропавлівка) – wieś na Ukrainie, w obwodzie donieckim, w rejonie wołnowaskim, w hromadzie Wełyka Nowosiłka. W 2001 liczyła 87 mieszkańców.